# نهائي كأس الكؤوس الأوروبية 1988
نهائي كأس الكؤوس الأوروبية 1988 هي المباراة النهائية من منافسة كأس الكؤوس الأوروبية 1987–88، أقيمت المباراة في 11 مايو 1988، في ملعب دو لامينو، بين فريقي كيه في ميخيلين، وأياكس أمستردام، وفاز فيها كيه في ميخيلين، بعد أن هزم أياكس أمستردام، بنتيجة 1 - 0، وكان حكم المباراة Dieter Pauly ‏، وحضر المباراة 39446 شخصاً.

## تفاصيل المباراة
لعبت المباراة النهائية في 11 مايو 1988.
| كيه في ميخيلين | 1 -0 | أياكس أمستردام |
| -------------- | ---- | -------------- |
|                |      |                |